# Nagari Sungai Pua
Nagari Sungai Pua is een bestuurslaag in het regentschap Agam van de provincie West-Sumatra, Indonesië. Nagari Sungai Pua telt 12.154 inwoners (volkstelling 2010).